# Fairisia
Fairisia（フェアリシア）とは、コヴィアとメガハウスによって共同開発された、第3世代移動通信システム対応のAndroidスマートフォンである。

## 概要
フェアリシアは、日本の玩具メーカーでは初となる、モバイル通信対応のAndroid搭載携帯電話端末である。2014年の日本おもちゃ大賞のイノベイティブ・トイ部門で優秀賞を受賞した。「ティーンズ向けスマートフォン」が謳われており、主に小学生から中学生の女子をターゲットとした端末である。使いすぎ防止の為の遠隔リモートロックや、アプリの利用制限の機能を備える。

なお移動通信システムに対応しており、本体にはSIMカードが挿された状態で販売されるが、フェアリシア本体にはSIMロックが掛けられている。そのためフェアリシア専用で通信契約したSIMカードしか受け付けないようになっている。また通常の携帯電話とは異なり、未契約の状態では完全に使用できないようになっているため、使用するには契約が必要となる。契約日から6ヶ月経過した場合は、解約してもWi-Fi端末として使用が可能になる。また音声通話には非対応のため、代替としてIP電話サービスが提供される。なお、ポータルサイト「ガールズプラザ」は2016年3月30日に終了している。また、2017年6月9日には遠隔監視サービスが「Optimal Gadget Youth」から「mamoly」へ移行されている。
2019年8月31日に、サービス終了した。

## 搭載アプリ
この内、コミュニケーションアプリ「tete（ティティ）」が2015年12月3日にサービス終了している。
Google標準アプリ
- Chrome
- マップ
- 翻訳
- YouTube
- Gmail
- Google Play

メーカー提供アプリ
- MegaApps (メガハウス独自のアプリマーケット)[10]
- tete（ティティ）（前述）
- ガールズデコカメラ
- スタンプメーカー
- クマ・トモ
- 辞書アプリ ※大修館提供
- ハッピーカレンダー
- IP電話
- LUX3D Music Player
- ハッピーミラー
- コミュニティ
- 壁紙チェンジャー
- キーロック
- 電卓
- カレンダー
- 時計
- 超ブルーライト削減
- 連絡帳

## tapmepot
本商品の同一系列に位置するキッズパッド。本体はフランスKDインタラクティブ社製で、トイザらス等で先行販売等された「Kurio」と同一の機体で、製品には「Powerd by Kurio」の文字が入っている。本商品は本体色に黒がある。なお後継機が「tapmepot2」である。